# Schuscha-Pogrom

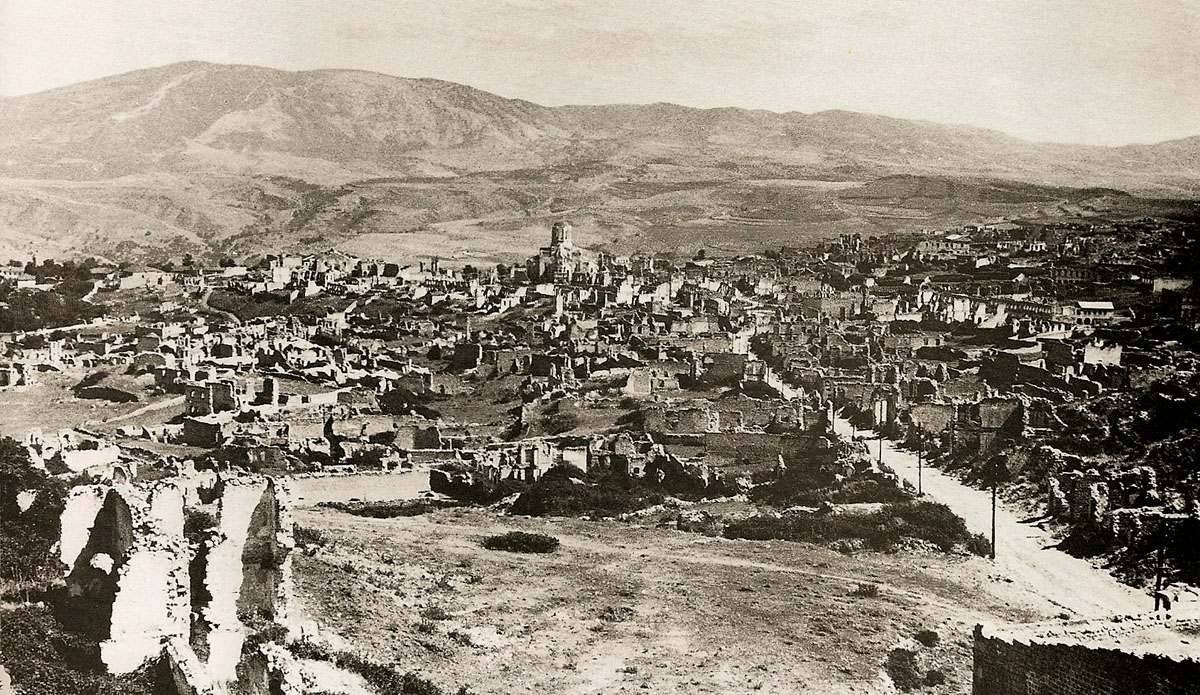
Zerstörtes Armenierviertel von Schuscha nach dem Pogrom im März 1920. In der Bildmitte die Ghasantschezoz-Kathedrale.

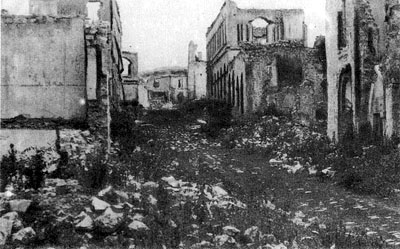
Ruinen in Schuscha, März 1920

Das Pogrom von Schuscha ereignete sich in der zu diesem Zeitpunkt größten Stadt Bergkarabachs im März 1920. Es richtete sich gegen die armenischen Bewohner, deren Anteil an der Gesamtbevölkerung der Stadt 1916 53,3 % betrug und führte zu deren weitgehender Auslöschung. Das Massaker geschah während des Armenisch-Aserbaidschanischen Krieges, als aserbaidschanische Truppen die armenischen Einwohner von Schuscha angriffen und zwischen dem 22. und 26. März 1920 töteten. Die Armenierviertel der Stadt Schuscha wurden dabei vollständig zerstört.
Die Angaben über die Anzahl der Todesopfer gehen weit auseinander und liegen zwischen 500 und 20.000 bzw. 30.000. Die sowjetische Enzyklopädie von 1970 gibt 2.096 Todesopfer an. Ein Teil der Armenier konnte fliehen, es blieben kaum überlebende Armenier in der Stadt zurück.